# تريش ستيوارت
تريش ستيوارت (بالإنجليزية: Trish Stewart)‏ هي ممثلة أمريكية، ولدت في 14 يونيو 1946 في هت سبرينغز في الولايات المتحدة.

## وصلات خارجية
- تريش ستيوارت على موقع IMDb (الإنجليزية)
- تريش ستيوارت على موقع قاعدة بيانات الفيلم (الإنجليزية)